# Omphax apicata
Omphax apicata là một loài bướm đêm trong họ Geometridae.